# Les Jeux de 20 heures
Les Jeux de 20 heures ou Les Jeux de 20h est une émission française à succès de jeux télévisés diffusée du 22 mars 1976 au 23 janvier 1987 sur FR3 et rediffusée à partir du 13 novembre 2023 par le service vidéo INA 70 de l'INA.
Jusqu'en novembre 1984, mois qui marque l'arrivée de Canal+, puis en février 1986, celle de La Cinq et de TV6, l'émission représente durant près de 9 années, la seule alternative face aux journaux télévisés diffusés à la même heure sur TF1 et Antenne 2 et le jeu vient même entamer leur forte audience.

## Formule de l'émission
Créé par Jacques Solness, le jeu consiste à poser des questions de culture générale à des personnalités plus ou moins célèbres telles qu'humoristes, acteurs, chanteurs ou chansonniers invités en plateau et à des candidats en duplex depuis l'une des régions de France.
La liaison entre l'animateur (assis), l'arbitre « Maître Capello » alias Jacques Capelovici et les invités en plateau à Paris ou parfois eux-mêmes en régions est assurée avec la province par l'animateur Jean-Pierre Descombes, micro en main.
Le créateur du jeu Jacques Solness présente les deux premières émissions, avant de passer le relais à Maurice Favières, Jean-Pierre Foucault, Marc Menant puis Harold Kay.

## Contexte historique
Après l'éclatement de l'ORTF, les trois télévisions publiques nationales sont renommées TF1, Antenne 2 et FR3, favorisant une certaine mise en concurrence; ainsi, la troisième chaîne née fin 1972 qui fait la part belle au cinéma, entend s'ancrer davantage dans les régions et faire appel à ses équipes locales pour la production de différentes émissions. On note ainsi que le programme jeunesse L'Île aux enfants produit à Marseille, naît sur la troisième chaîne ORTF, soit environ une année avant le lancement d'FR3.
En 1973, la troisième chaîne ORTF diffuse trois heures de programmes par jour, principalement de 19 heures à 22 heures et inaugure le 2 avril, la nouvelle grille de programmes se met en place par la diffusion des actualités régionales tous les soirs de 19 h 20 à 19 h 40 sur les trois chaînes avec recul de l’horaire pivot de soirée à 20 h 45 et non plus à 19 h 45. La troisième chaîne dessert dès le début, 26 % de la population avec le Nord, l’Alsace, la Lorraine et la Région parisienne puis 50 % en 1974, un palier à 80 % fin 1975 et enfin 90 % en 1977, par la mise en service de 100 émetteurs et 1 500 réémetteurs. Les producteurs de l'émission diffusée durant les fêtes de fin d'années Les Petits Papiers de Noël, lancée en décembre 1975, préparent Les Jeux de 20 heures mais le rendez-vous spécial des fêtes de fin d'année va régulièrement la remplacer aux mêmes périodes, à partir de l'année 1976.
Le 22 mars 1976, l'émission Les Jeux de 20 heures succède pour la première fois à la case des émissions et actualités régionales, des films et des fictions diffusés jusqu'alors sur FR3 à partir de 20 heures et elle s'installe après les programmes destinés aux enfants, de la case FR3 Jeunesse.
La même semaine, la nouvelle grille de FR3 se met en place et on note d'autres rendez-vous comme Tribune Libre, le Cinéma de minuit et Cinéma 16 sont également lancés à l'antenne, s'ajoutant aux éditions de FR3 Actualités.
En mars 1977, puis en septembre 1978, l'émission est officiellement confirmée dans la nouvelle grille de FR3 par sa direction, bénéficiant de son fort succès populaire.
Le 23 janvier 1987 marque la dernière diffusion de l'émission, aussitôt remplacée par La Classe produite par Guy Lux et présentée par Fabrice, laquelle est ensuite diffusée de 1987 à 1994 et à la même case horaire, sur France 3 à partir de 1992 en maintenant un succès d'audience similaire.

## Production et invités
Parmi les invités récurrents, on peut noter : Jean Bertho, Roger Carel, Anne-Marie Carrière, Robert Castel, Philippe Clay, Dadzu, Micheline Dax, Christine Delaroche, Michel Deneriaz, Pierre Desproges, Christine Fabréga, Marion Game, Suzanne Gabriello, Paule Herreman, Gérard Hernandez, Jean Lacroix, Francis Lopez, Enrico Macias, Jean-Claude Massoulier, Michel Muller, Juliette Mills, Marie-Thérèse Orain, Daniel Prévost, Jean-Marie Proslier, Jean Raymond, Dick Rivers, Robert Rocca, Danièle Rocca, Sim, Pierre-Jean Vaillard, Jean Valton, Jean-Jacques, entre autres.
On note que Chantal Lauby coprésente l'une des éditions sur la côte d'Azur.

## Audience et sociologie de l'émission
Bien qu'étant l'une des émissions populaires où le public peut s'exprimer depuis son territoire, durant les premières années de sa diffusion, le jeu ne suscite pas la curiosité des chercheurs ou sociologues; par la suite, le programme est toutefois analysé.
Succès d'audience et popularité sont au rendez-vous pour le jeu, dès son lancement. À son lancement, les Jeux de 20H recueillent 8%, face à la puissance des journaux télévisés de TF1 et d'Antenne 2. L'émission obtient une moyenne de 3 millions de téléspectateurs et le jeu quotidien parvient à fidéliser son public en servant de plus en plus la politique de concurrence et de différentiation mise en place par les chaînes; certains voient dans Les Jeux de 20 heures, le positionnement affirmé de FR3 comme la chaîne des régions.
Les tarifs publicitaires (à partir du 1er janvier 1983, début de la publicité sur FR3) de la case reflètent l'augmentation de l'audience. Un message publicitaire de trente secondes sur la plage 20h-20h15 avant les Jeux de 20 heures en semaine coûte 85 000 F alors que juste après le jeu, les annonceurs doivent dépenser 135 000 F de 20h30 à 20h45; le CESP détermine que 21,1 % des ménagères françaises regardent FR3, en moyenne, entre 20h30 et 20h45 et que 42,3 % des jeunes téléspectateurs de huit à quatorze ans regardent FR3 entre 20 heures et 20h30.
Son succès immédiat et continu d'audience lui permet d’être diffusée pendant plus de 10 ans.
L'émission connaît un succès similaire en Belgique francophone. Ainsi pour les téléspectateurs belges entre 1977 et 1980, l'émission parvient à conserver son succès, y compris lors de périodes électorales ; ainsi, un petit quart reste sur la chaîne RTBF 1 pour suivre l’émission préélectorale ; un autre quart suit les Jeux de 20H sur FR3 ; un troisième quart éteint le poste et le reste choisit d'autres chaînes dont Télé Luxembourg, TF1, Antenne 2, Télé 2 et la BRT.